# Иеремия (католикос)
Иеремия — епископ Кавказской Албанской церкви времён царя Асвагена (424? — 444?), наследовал католикосу Иоанну I.
В списке Моисея Каганкатваци Иеремия стоял на двенадцатом месте в списке католикосов, а Киракос Гандзакеци называл его и предшественника «епископами гуннов».